# David Joris

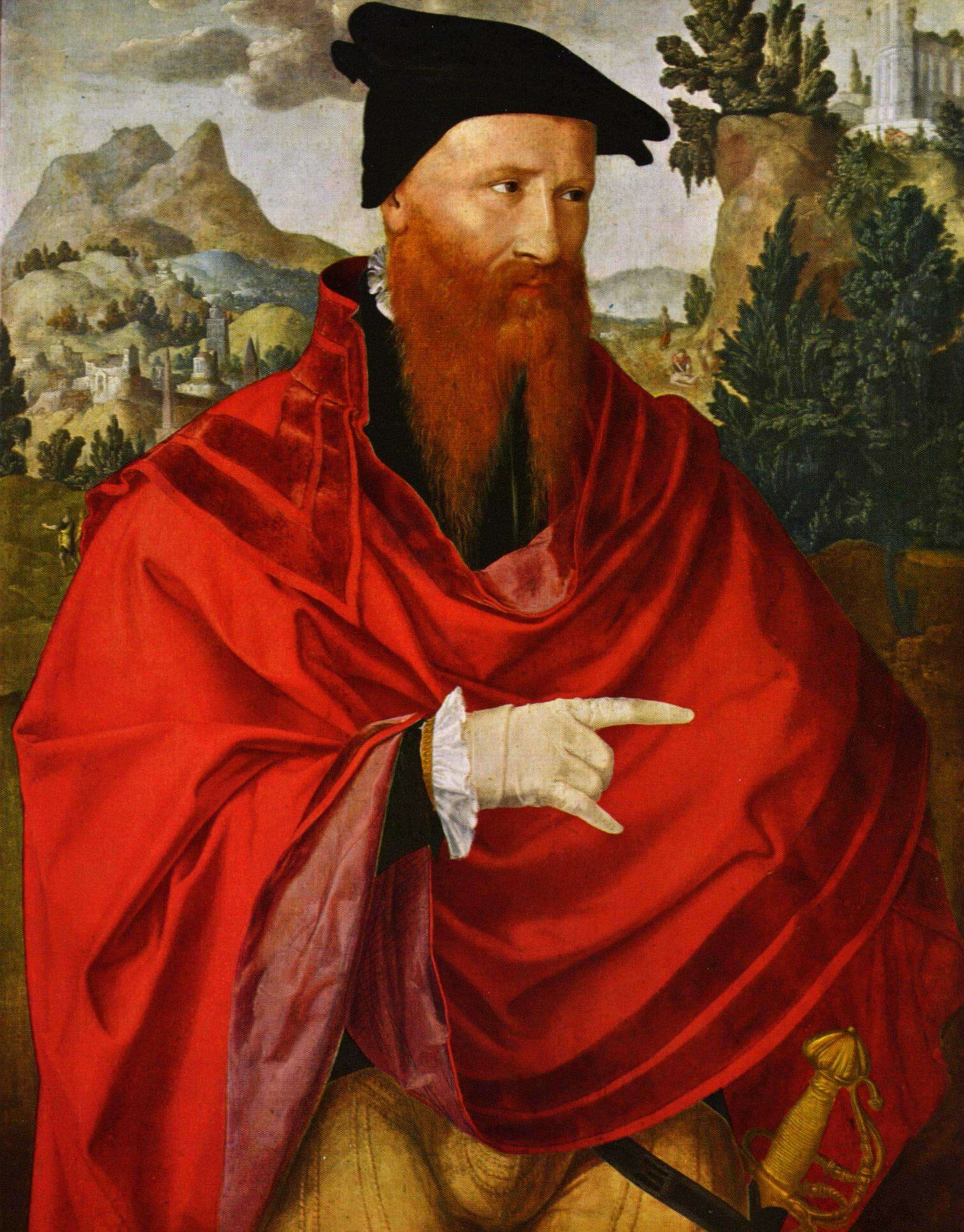
Jan van Scorels Porträt von David Joris

David Joris, auch Joriszoon oder David Georgssohn genannt (* 1501 oder 1502 in Brügge; † 28. August 1556 in Basel), war ein Glasmaler und eine führende Persönlichkeit des enthusiastischen Flügels der Täuferbewegung des 16. Jahrhunderts. Seine Anhänger wurden Daviditen oder auch David-Joristen genannt.

## Leben
David Joris war der Sohn des Krämers und Meistersingers Georg (oder Joris) van Amersfoordt. Nach seiner Ausbildung zum Glasmaler und den Gesellenjahren in Frankreich und England ließ er sich in Delft nieder, wo er heiratete. Dort kam er vermutlich mit den Ideen der Reformation in Berührung.
Erstmals auffällig wurde er 1528 wegen der Verspottung der Monstranz bei einer Himmelfahrtsprozession. Dafür wurde er mit Auspeitschung, Durchstechung der Zunge und dreijähriger Verbannung aus Holland bestraft. Joris zog nach Emden in Ostfriesland, wo er Jan Volkertsz Trypmaker und vermutlich auch Melchior Hofmann kennenlernte. Zurück in Holland wurde er in Den Haag Ende 1531 Zeuge der Hinrichtung von Jan Volkertsz Trypmaker und neun anderer Melchioriten und war beeindruckt vom Martyrium der Täufer. Da Hofmann jedoch nach diesen Hinrichtungen seiner Amsterdamer Anhänger das Taufen einstellte, ließ Joris sich erst im Jahre 1534 oder 1535 von Obbe Philips taufen. Kurz nach der Taufe wurde er zum Ältesten ernannt.
Vom Täuferreich zu Münster distanzierte er sich, weil er Gewalt ablehnte. Nach dessen katastrophalem Scheitern war die Täuferbewegung zersplittert. Joris gelang es in Bocholt 1536 auf einer Versammlung verschiedener Täufergruppen, Anhängern von Jan van Batenburg, die Gewaltausübung als göttliche Rache rechtfertigten, pazifistischen Obbeniten und den Joriten, einen Kompromiss zu finden, um die revolutionistischen Strömungen im Täufertum zurückzudrängen. Man verständigte sich vage darauf, dass Gottes Engel die göttliche Rache ausführen würde, zu einer dauerhaften Einigung kam es jedoch nicht. Auch in der Frage der Vielehe wurde dabei keine Übereinkunft gefunden. Zu einem Konsens kam man nur bei der Beurteilung der Gläubigentaufe.
Nach der Versammlung in Bocholt erhielt Joris einen begeisterten Brief der Täuferin Anneken Jansz, in dem sie seinen Vermittlungsversuch lobte und ihn als Propheten der Endzeit pries.  Wohl in direkter Folge dieses Briefes hatte Joris Ende des Jahres 1536 Visionen, die er in Briefen bekannt machte und auf die er seine Theologie gründete. Diesen Visionen entnahm er sowohl seine Berufung zu „prophetisch-charismatischer Führerschaft“ als auch seine Vorstellung, dass wahre Christen, die durch Buße und öffentliches Sündenbekenntnis den heiligen Geist erworben hatten, Adams Unschuld vor dem Sündenfall besäßen und deshalb keine Scham auf sexuellem Gebiet haben dürften. Joris schloss daraus, dass damit die biblischen Ehevorschriften für die wahrhaft Gläubigen aufgehoben seien. Er selbst hatte neben seiner Ehefrau, mit der er elf Kinder hatte, eine „geistliche Braut“, Anna von Berchem, die Schwester seines späteren Schwiegersohns, mit der er ebenfalls mehrere Kinder hatte und die er später mit einem seiner Anhänger verheiratete.
In Ostfriesland, Oldenburg und Holland fand er Anhänger und war eine Zeitlang der wichtigste Täuferführer der Niederlande. Aber schon 1538 wandten sich einzelne Gruppen wieder von ihm ab. Im selben Jahr reiste er nach Straßburg und suchte dort vergeblich die Anerkennung durch Hofmanns Anhängerschaft.
1538 wurde Jan van Batenburg verhaftet und benannte beim Verhör u. a. Joris als einen Täuferführer. Daraufhin kam es zu einer Täuferverfolgung, der viele seiner Anhänger, darunter Joris’ Mutter, zum Opfer fielen. Joris floh aus Groningen wieder nach Emden, wo seine Gemeinschaft den Schutz der toleranten Gräfin Anna von Oldenburg genoss, bis sie auf Druck des Kaisers Karl V. ausgewiesen wurde. Joris selbst hielt sich in Antwerpen auf. Unter dem Druck der Verfolgung verschob sich der Akzent seiner Lehre. Im Mittelpunkt stand nun nicht mehr die von Hofmann geprägte Apokalyptik, sondern eine zunehmende Verinnerlichung des Glaubens, die es erlaubte, nach außen Konformität mit den etablierten Kirchen zu zeigen.
In diese Zeit fiel die Auseinandersetzung mit Menno Simons, einem anderen wichtigen Vertreter des Täufertums in den Niederlanden, um die spiritualistische bzw. wörtliche Deutung der Heiligen Schrift. Während Simons mit seinen rigorosen Moralvorstellungen den Großteil der Täufer einen konnte und Joris vorwarf, zu viele Kompromisse einzugehen, wurden Joris und seine Anhänger als mystische Sekte der Daviditen (auch Joristen oder David-Joristen) zur Randgruppe. Diese Gemeinschaft existierte trotz starker Verfolgung bis ins 17. Jahrhundert in den Niederlanden und in Norddeutschland und wirkte noch später prägend auf den Pietismus.
Während ein Teil der David-Joristen im Geheimen in Ostfriesland blieb, siedelte Joris im Jahre 1544 mit Teilen seiner Gemeinde unter dem Pseudonym Jan van Brügge beziehungsweise Johann von Bruck nach Basel über, wo er sich als verfolgter adliger Zwinglianer ausgab. Aufgrund seines Vermögens, das er seinem adligen Schwiegersohn Joachim von Berchem und anderen Anhängern verdankte, wurde er aufgenommen. Man sah in ihm einen strengen Zwinglianer und brachte ihm große Achtung entgegen. Er erwarb Grundbesitz, darunter als Stadtresidenz den Spiesshof in Basel, und erbaute das Holeeschloss bei Binningen, während sein Schwiegersohn Joachim von Berchem Schloss Binningen kaufte. Dort lebten er und seine Anhänger unauffällig. Sie besuchten regelmäßig die reformierten Gottesdienste, ließen ihre Kinder taufen und galten als Wohltäter der Armen. Joris schloss Freundschaft mit verschiedenen bedeutenden Humanisten, die in Basel wohnten, u. a. mit Sebastian Castellio, der einige Schriften von Joris ins Lateinische übersetzte und wohl einer der wenigen war, die Joris’ wahre Identität kannten. Kontakt hatte er auch mit Kaspar Schwenckfeld und Johann Weyer, der gegen die Hexenverfolgung eintrat. Gleichzeitig schrieb er viele Traktate über das Täufertum und korrespondierte mit seinen in sicherer Entfernung lebenden Anhängern. Sein vornehmer Lebensstil brachte ihm jedoch innerhalb seiner Gemeinschaft Kritik. Auch sein langjähriger Mitstreiter und Schwiegersohn Nicolaas Meyndertsz van Blesdijk wandte sich 1554 ab und wurde Prediger der reformierten Kirche.

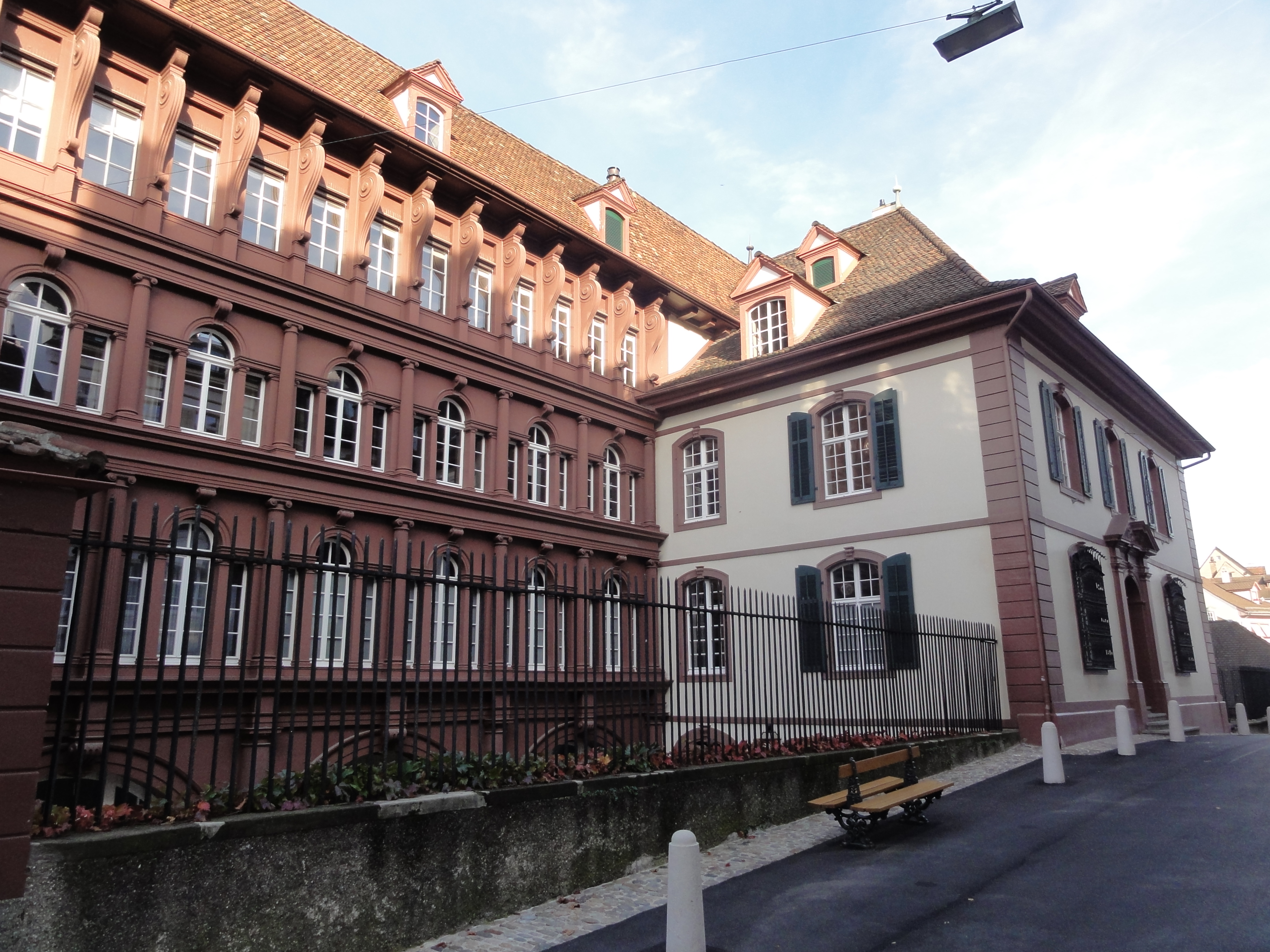
Der Spießhof in Basel, Wohnort von Joris in Basel

Am 28. August 1556 starb David Joris, drei Tage nach seiner Frau Dirckgen. Beide wurden in der Leonhardskirche in Basel beigesetzt. Nach seinem Tod kam es zum Streit um das Erbe. In diesem Zusammenhang kam drei Jahre nach seinem Tod seine wahre Identität ans Tageslicht. Joris wurde posthum der Prozess gemacht, seine Leiche am 13. Mai 1559 exhumiert und zusammen mit seinen Büchern verbrannt. Die Mitglieder seiner Gemeinde wurden zur öffentlichen Abbitte verurteilt und anschließend wieder in die evangelische Kirche aufgenommen. Die meisten verließen aber Basel bald darauf und kehrten in die Niederlande zurück.

## Theologie
Joris vertrat die mystische oder spiritualistische Seite des Täufertums. Den Teufel betrachtete er nur als eine Allegorie für die inneren bösen Triebe des Menschen. Taufe und Abendmahl sowie jede Form des Gottesdienstes galten ihm als Nebensächlichkeiten, weshalb er keine Schwierigkeiten hatte, sich nach außen als Anhänger der reformierten Kirche auszugeben. Entscheidend war, dass der Mensch innerlich die Passion Christi nachempfand, um so als vollkommener, von Begierden freier neuer Mensch wiedergeboren zu werden. Dabei ordnete er den Buchstaben der Bibel dem direkten Einwirken des Heiligen Geistes unter. So konnte er seine Forderung nach mystischer Askese mit seinem eigenen Lebenswandel als wohlhabender Bigamist in Einklang bringen.
Die Geschichte teilte er in drei Epochen, eingeteilt nach dem Aufbau des Jerusalemer Tempels: Als erstes den Vorhof, die Zeit des Alten Testaments, dann den Tempel selbst, das Zeitalter des neuen Testaments, und zuletzt das Allerheiligste, die Periode des Heiligen Geistes. Sich selbst sah er als dritten David, der allein die göttliche Weisheit im Sinne des zweiten Davids Jesus Christus geistlich auslegen konnte und damit eine entscheidende Rolle in der Heilsgeschichte einnahm. Anstelle der apokalyptischen Erwartung, die etwa die Lehre von Melchior Hofmann beherrschte, setzte er geistliche Erneuerung des Einzelnen.

## Schriften
Joris verfasste weit mehr als die über 200 Schriften, die Antonius van der Linde katalogisierte, darunter außer seinem Hauptwerk, dem mehrfach überarbeiteten Wunderbuch, vor allem Traktate und Briefe. Viele davon wurden noch bis ins 17. Jahrhundert nachgedruckt.
- t' Wonderboeck. 1. Auflage 1542, 2. Auflage 1551.
- Verklaringe der Scheppenisse. 1553.
- Een geestelijck liedt-boecxken: Inholdende veel schoone sinrijcke Christelijcke liedekens. Rotterdam, Dierck Mullem, c. 1590.

## Literatur

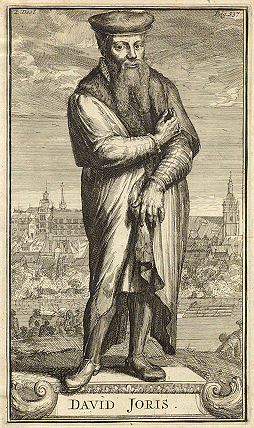

## Anhänger
Mit seinen in den Niederlanden zurückgebliebenen Anhängern korrespondierte Joris. Gemäß seinem Vorbild und seinen Anweisungen passten sie sich in der Lebensweise äußerlich an, besuchten den Gottesdienst der Staatskirche, brachten ihre Kinder zur Taufe und nahmen an Beichte und Abendmahl teil. Gleichzeitig jedoch trafen sie sich im Geheimen, unterrichteten ihre Kinder in David Joris’ Lehre und verbreiteten seine Schriften. In den Herzogtümern Schleswig und Holstein, besonders auf Eiderstedt, wohin etliche David-Joristen als Deicharbeiter und Kaufleute ausgewandert waren, wurden in der ersten Hälfte des 17. Jahrhunderts mehrmals Prozesse gegen sie angestrengt (siehe Täufer auf Eiderstedt).